# 幸腹グラフィティ
『幸腹グラフィティ』（こうふくグラフィティ）は、川井マコトによる日本の4コマ漫画作品。芳文社の『まんがタイムきららミラク』2012年3月号から2016年11月号まで連載。TBSテレビ、BS-TBS他にてアニメが放送された。タイトルロゴには“Happy Cooking Graffiti”という英語の題名が併記されている。

## あらすじ
とある事情により一人暮らしをしている女の子、町子リョウ。ある日、叔母である明の頼みにより毎週土曜日だけ、はとこの森野きりんを自宅アパートに泊めることになった。リョウやきりん、予備校で知り合う椎名などと共に食事を通して温かい関係を築いていくお食事4コマ。

## 登場人物

### 主要人物
メインキャラクター3人は同い年であり、連載開始時は中学2年生。連載終了時は高校3年生-大学1年生（入学前まで）。
町子 リョウ（まちこ リョウ）
声 - 佐藤利奈
本作の主人公の少女。
身長160cm。誕生日は6月22日。アニメ版ではA型の蟹座(仮設定)。両親は仕事の関係で海外に住んでいる。一緒に暮らしていた祖母の他界後、一人で食事することの味気なさを料理が下手になったと誤解していたが、きりんと食事したのを機に払拭、毎週土曜日にきりんが家にくることを楽しみにしている。美術系の高校を志望しているため予備校に通い、そこで椎名と知り合うことになる。その後、美術系の高校に入学し、きりんや椎名とクラスメイトになる。誰に対しても敬語を使うが、本人曰く癖とのこと。穏やかな性格だが少々天然ボケで、他人の冗談を真に受けたりしている。一方で家事をすることと他人の世話をすることが好きで人にうまく甘えられず、周りの人間に休息を勧められても泣きついたり必死に頼み込むことがある。家事全般をそつなくこなし、幅広いジャンルの料理を得意とする。料理の感想をいうときは顔を紅潮させ、官能的な表現を使う。運動能力は低く、走るだけでもすぐバテてしまう。嫌いな食べ物はアボカド。
祖母との関係は極めて良好であったものの、一時期は面倒見の良すぎる祖母に反抗し辛辣な言葉を吐き捨てたこともあった。本人はそのことに罪悪感を覚えている。
森野 きりん（もりの きりん）
声 - 大亀あすか
身長142cm。誕生日は12月19日。アニメ版ではB型の射手座(仮設定)。リョウのはとこで同い年の少女。
東京の美術学校に通うことを希望していたため、毎週日曜日に美術予備校へ通学する関係で前日の土曜日はリョウの自宅に泊まる。親身になって接してくれるリョウのことが大好きであり、家庭事情で一人寂しく過ごしている彼女を自分が支えたいと思っている。基本的に明るく礼儀正しい性格だが、大人が苦手な人見知りで何かと子どもっぽいところがある。小学生と間違えられるほど背が低く小柄な体格だが見た目に反し、作中の登場人物の中でも運動能力が群を抜いて高く、力持ちである。また大食いで、食費のほとんどが彼女により消費されていた。アニメでは他の人と違い「ポク、ポク、ポク」と独特な足音をたてて歩いている。家事は苦手だが料理の心得は多少持ち合わせている。リョウ、椎名と同じ高校に合格し、通学のためリョウの自宅に引っ越したがリョウは聞かされていなかったため、明共々土下座させられた。高校ではバスケ部に入部しており、チームメイトからは、「きぃ」と呼ばれている。嫌いな食べ物はニンジン。
椎名（しいな）
声 - 小松未可子
身長151cm。誕生日は2月17日。アニメ版ではAB型の水瓶座(仮設定)。リョウときりんが通っている美術予備校の女子生徒の一人で、都内にある旧家に住んでいる。
「椎名」は苗字であり下の名前は不明（下の名前で呼ばれる場面は一度も無かった）。虚弱体質だが、クールかつミステリアスな雰囲気を持つ美少女。リョウとクラスが同じだったことで知り合い、きりんとは花見で訪れた公園で初めて知り合った。推薦で先んじてリョウやきりんと同じ高校に合格した。高校では周囲から高嶺の花と認識されていたが、調理実習をきっかけにリョウときりん以外の人付き合いも増えた。中学1年生の4月、リョウの卵焼きに魅せられて仲良くなった。幼少期は露子の観察をよくしていた。

### 関係者
内木 ユキ（うちき ユキ）
声 - 井口裕香
身長159cm。誕生日は1月13日。 リョウときりんが住んでいる自宅アパートの真下の住人。リョウらが高校へ入学した年度に同じ高校へ司書教諭として赴任した新任教諭。やや内向的なところがあり口下手で感情表現が苦手。リョウときりんとは、きりんがユキの部屋のベランダに落下してきたことを期に知り合い、後に2人と行動を共にする椎名とも顔見知りとなる。
リョウたちの高校生活と共に社会人経験を重ねてきているが、仕事においては反省点が多く、生活態度も疎かになりつつあるものの、他人を気遣える余裕を見せるようになる。
料理の感想はいささかファンシーなものになる。
宅配ピザをたびたび取っており、メニューの味はすべて制覇している。
町子 明（まちこ あきら）
声 - 野中藍
リョウの叔母。母（リョウの祖母）の他界後は海外勤務の姉の緑に代わり、姪であるリョウの保護者代わりを務める。仕事が多忙なためリョウに接する機会がなかなかないが、たまに会ったときにはリョウに対し過剰なスキンシップと過保護ぶりを見せる。
露子（つゆこ）
声 - 小林ゆう
椎名家に雇われているお手伝いさん。「露子」は名前とみられるが苗字は不明。仕事が忙しい椎名の母に代わって椎名の面倒を見てきた。雰囲気は椎名に似ており、初対面の人物からは椎名の母親と誤解されることがしばしばある。椎名家で働く前はフリーの料理人をしており、「幻の料理人」と呼ばれたほど料理の腕は三ツ星シェフ並み。料理によって椎名と繋がったと本人は語っている。クールでドライな性格をしており、辛辣な発言も多いが根は情熱的。人形の真似や本を選ぶのが下手らしい。椎名に観察されていることに気付いているが、椎名はかくれんぼが好きだと勘違いをしている。
山崎 陽菜
声 - 千菅春香
アニメでは身長152cm。美術の予備校に通うリョウの友人。中学校の同級生でもある。しっかり者でポジティブ。芽生と仲が良い。
土田 芽生
声 - 長妻樹里
アニメでは身長152cm。美術の予備校に通うリョウの友人。中学校の同級生でもある。見栄っ張りで意地っ張り。陽菜と仲が良い。
米谷 美咲
声 - 西明日香
アニメでは身長165cm。 美術の予備校に通うリョウの友人。中学校は別。お姉さん気質で世話焼き。
樹
声 - 西明日香
リョウ・芽生・陽菜の中学校の友人。
町子 緑（まちこ みどり）
声 - 能登麻美子
リョウの母親。仕事の関係で夫と共に海外に住んでいる。やや天然気味な子どもっぽい性格である。仕事の都合でリョウに寂しい思いをさせていることを申し訳なく思っており、そんな自分がリョウには必要ないのではないかと自己嫌悪に陥っていたが、明に諭され料理を通してリョウとの繋がりを再度実感した。何の仕事をしているかは不明だが、この世界の重要人らしい。両親が仕事を外れると町がいくつか機能停止に陥ると言われており、職場の一部が大破することがあるなど、結構すごい職だと考えられる。
森野 凛
声 - 広橋涼
きりんの母親。緑とは従姉妹でお互い、「緑ちゃん」「凛ちゃん」と呼び合っている仲。料理は苦手でありきりんに適当と評されているが、たまに美味しい料理を作ることがあり、特に野菜炒めには定評がある。またきりんのために天ぷらを揚げたときは、面と向かっては言えなかったもののきりんは美味しかったと感想を述べている。たくさん食べるきりんのために、リョウ宛に毎週食料を大量に送っている。
きりんの父
声 - 利根健太朗
アニメ版においては若干頼りなさげな雰囲気を出しているが、娘のきりんとの仲は非常に良好であり頼りにされている所もある。
椎名の母親
声 - 松来未祐
外見は幼いが、椎名のことを気にかけている。かつては多忙でなかなか家にいなかったが、現在はよく畑の世話をしている。豚汁が好き。
内木 アキ（うちき アキ）
リョウが訪れた麦端美術大学のオープンキャンパスで出会った、絵画科に通う大学生。内木ユキは姉にあたる。きりん並に背が低いが整った顔立ちをしている。
あまり表情を変えることがなく、校内でも無愛想可愛いと言われる。家族とは反りが合わないらしいが、本心ではそんな家族を認めていたり、気に掛けてはいる様子。
リョウの祖母
声 - 久保田民絵
物語開始時点で故人。そのため、リョウや緑の回想というかたちで登場している。両親の海外赴任後、リョウの保護者になった。もともと料理は得意ではなかったが、リョウを育てるために料理の特訓をした。料理はレシピ通りではなく、リョウのためにアレンジなどをして彼女のことを気遣う。そのことから、リョウの人格形成に影響を与えている。
何かと世話焼きな性格で、それはリョウにもしっかりと遺伝している。
緑・明の苗字が町子であり、墓石にも「町子家」とあることから祖母の苗字も同じく町子とみられるが、名前については不明。また、夫（リョウの祖父）の存在も作中では触れられていない。仏教寺院の墓地に墓があることから仏教徒とみられるがリョウの部屋には遺影のみで仏壇・位牌の類はなく、緑・明の許にあるのかも不明。
女講師
声 - 遠藤綾
リョウときりんが通っている美術予備校の講師の一人。
渡辺さん
声 - 渡辺明乃
市立図書館の司書。子供の頃のリョウとリョウの祖母を知っている。
市立図書館ではあるが、アニメ版では東京都杉並区立中央図書館がモデルになっていて、館内の児童書コーナーの司書カウンター(実在する)で勤務している。

## 書誌情報
- 川井マコト 『幸腹グラフィティ』 芳文社〈まんがタイムKRコミックス〉、全7巻[6]
  1. 2013年1月26日発売、ISBN 978-4-8322-4258-6
  2. 2013年9月27日発売、ISBN 978-4-8322-4352-1
  3. 2014年3月27日発売、ISBN 978-4-8322-4419-1
  4. 2014年12月25日発売、ISBN 978-4-8322-4508-2
  5. 2015年3月27日発売、ISBN 978-4-8322-4545-7
  6. 2015年12月26日発売、ISBN 978-4-8322-4648-5
  7. 2016年9月27日発売、ISBN 978-4-8322-4745-1
- 川井マコト 『［幸腹グラフィティ］画集 幸腹コレクション』 芳文社〈まんがタイムKRコミックス〉、2015年1月27日発売[6]、ISBN 978-4-8322-4522-8

## テレビアニメ
| 原作                 | 川井マコト （芳文社「まんがタイムきららミラク」連載）                                            |
| 総監督               | 新房昭之                                                                                         |
| 監督                 | 龍輪直征                                                                                         |
| シリーズ構成・脚本   | 岡田磨里                                                                                         |
| キャラクターデザイン | 潮月一也                                                                                         |
| メシデザイン         | 伊藤良明                                                                                         |
| 総作画監督           | 潮月一也、西澤真也、横田拓己                                                                     |
| 美術監督             | 内藤健                                                                                           |
| 美術設定             | 大原盛仁                                                                                         |
| 色彩設計             | 渡辺康子                                                                                         |
| 撮影監督             | 会津孝幸                                                                                         |
| 編集                 | 松原理恵                                                                                         |
| 音響監督             | 亀山俊樹                                                                                         |
| 音楽                 | コトリンゴ                                                                                       |
| 音楽プロデューサー   | 福田正夫                                                                                         |
| 音楽制作             | フライングドッグ                                                                                 |
| プロデューサー       | 山口泰広、河本紗知、小林宏之 大嶋実句、伊藤将生、林洋平、石塚正俊                                |
| アニメーション制作   | シャフト                                                                                         |
| 製作協力             | KADOKAWA、芳文社、シャフト フライングドッグ、ムービック ソニー・ミュージックコミュニケーションズ |
| 製作                 | 幸腹グラフィティ製作委員会、TBS                                                                  |

2014年6月16日発売の『まんがタイムきららミラク』8月号にてテレビアニメ化が発表され、2015年1月より3月までTBSテレビ、毎日放送（MBSテレビ）、CBCテレビ、BS-TBSにて放送された。『まんがタイムきららミラク』連載作品のアニメ化は『桜Trick』以来1年ぶり通算2作目である。キャッチフレーズは「さぁ、幸せが動き出す♪」。
TBS、MBS、CBCでは字幕放送を実施しており、リョウの台詞を黄色、きりんの台詞を水色、椎名を含むその他のキャラを白色で表記している。
全編通して話数表記は、「ひとしなめ(品目)」、「ふたしなめ」などで統一し、サブタイトルは「ほかほか」や「じゅわっ」などの擬音が用いられている。

### 製作
総監督の新房昭之や監督の龍輪直征をはじめ、アニメーション制作を担当するシャフトの過去作品『ニセコイ』のメインスタッフが本作にも名を連ねる。
本作では岡田磨里がシリーズ構成・全話脚本を担当する。メインキャラクター3人が高校に合格するまでの約1年間を全12話のストーリーで展開される。原作2か月分のエピソードを1話分にまとめる構成となっている。岡田は、最初に思い描いた想像図からブレにくいところをメリットとしている。この他、本作では原作から展開を変えており、そうなった場合ひとりで書いたほうが対処しやすいということで、岡田の全話脚本が決定した。シナリオ会議で総監督の新房が毎話のフォーマットを作ろうという提案をし、印象的な部分のポイントを決めた後は、基本的に全て岡田が構成する。アバンタイトルでその話数のメインとなる料理を登場させる他、その部分に限り画面比率2.35:1(モニタアスペクト比でいうと21.9)で制作している。さらには出会いと別れの象徴として、よく駅が描かれる。各話のラストはリョウがきりんを見送ったり、椎名が通りかかったりするなどの駅のシーンで終わる。
キャラクターデザインは潮月一也が務める。身体のシルエットは椎名を全ての基準としている。リョウはデザインするにあたり、新房から「骨太に」という指示を受け、原作よりも大人っぽくデザインしている。メシデザインは伊藤良明が務める。メシは1つの料理に対して2・3人で担当しており、料理の場面が1話に何か所かあるので、多いと1話で10人くらいが関わっている。最初に伊藤が描いた設定に対し、色彩設計の渡辺康子が美味しそうな感じの色合いに仕上げ、何度かディスカッションをして新房に提出するという流れだった。それを撮影監督の会津孝幸が、湯気や光物の具合を工夫して撮影したとのこと。標準的な日本のアニメの作画は3コマ打ち(1秒間に8枚作画)だが、本作では2コマ打ち(1秒間に12枚作画)で制作しているため、通常の作画の1.5倍の動画数となる。また、食事シーンはフルコマ打ち(1秒間に24枚作画)で制作している。線の量も多いうえ、料理自体も3・4枚セルを重ねているので原画・動画ともに手の込んだ作品となっている。シャフトが手がけた作品としてはカット数が少なく、長回しのシーンが比較的多い。
音響監督は亀山俊樹が務めており、食事をする演技に重要視してキャスティングした。リョウ役の佐藤利奈は新房が、きりん役の大亀あすか・椎名役の小松未可子は原作者の川井が、リョウのおばあちゃん役の久保田民絵は岡田による推薦で決定した。オーディションをするにあたり、亀山はオーディション原稿に3・4種類料理を指定して、それを食べる演技を頼んだ。美味しそうに食べる人がいいというのが大前提であり、そこからリョウ役なら艶っぽく食べる人、きりん役なら勢いよく食べる人といった具合にニュアンスが出るキャストが良いと語った。役者からの提案はできるだけ受け入れるように心がけたとのこと。

### 主題歌
オープニングテーマ「幸せについて私が知っている5つの方法」
作詞 - 岩里祐穂 / 作曲・編曲 - Rasmus Faber / 歌 - 坂本真綾
オープニングディレクター - 梅津泰臣
梅津の起用は、『それでも町は廻っている』のオープニングアニメーションを見た原作者・川井マコトの希望によるものである。
『不思議の国のアリス』をテーマにし、白うさぎを演じるリョウとアリスを演じるきりんが「アリス」の世界を巡るというもので、非常に小気味よい動きのアニメーションとなっている。
『不思議の国のアリス』の原作以外にも、アリスの映画やきゃりーぱみゅぱみゅのPVなどをモチーフにしたシーンが散りばめられている。
エンディングテーマ「笑顔になる」
作詞 - 松浦勇気 / 作曲・編曲 - 北川勝利 / 歌 - リョウときりん（佐藤利奈と大亀あすか）
次回予告のテーマ「しあわせグラフィティ」
作詞 - 新小田明奈 / 作曲 - 熊谷蘭 / 編曲 - 熊谷蘭、Y-SAIKI / 歌 - リョウときりん（佐藤利奈と大亀あすか）
提供のテーマ「ごはんの練習」
作詞 - 掛川陽介 / 作曲・編曲 - 鈴木さえ子 / 食琴演奏 - kajii / 歌 - リョウときりん（佐藤利奈と大亀あすか）

### 各話リスト
| 話数             | サブタイトル                                                                         | 絵コンテ | 演出     | 作画監督                                                                                 | メシ作監 |
| ---------------- | ------------------------------------------------------------------------------------ | -------- | -------- | ---------------------------------------------------------------------------------------- | -------- |
| ひとしなめ       | ほかほか、じゅわっ。〜鍋・きつねうどん・おいなりさん〜                               | 笹木信作 | 宮本幸裕 | 井上美香、河島久美子                                                                     | 伊藤良明 |
| ふたしなめ       | ふんわり、ゴガガガッ。〜花見弁当・屋台でいろいろ・玉子焼き〜                         | 杉山延寛 | 尋田耕輔 | 斉藤和也、藤本真由、大梶博之 牛島希、桜井司                                              | 新井博彗 |
| さんしなめ       | ショクショク、トロッ。〜筍ごはん・オムライス〜                                       | 八瀬祐樹 | 龍輪直征 | 伊藤良明、井上美香 河島久美子、中山初絵                                                  | 伊藤良明 |
| よんしなめ       | じんわり、バリリッ。〜コンビニご飯〜                                                 | 川畑喬   | 大谷肇   | 小田多恵子、吉岡敏幸、鰐淵和彦 嘉村弘之、山本周平、一ノ瀬結梨                            | 新井博慧 |
| ごしなめ         | ぢゅるるんっ、ごくん。〜流しソーメン〜                                               | 数井浩子 | 吉澤翠   | 矢野茜、牛島希 河島久美子、清水勝祐                                                      | 伊藤良明 |
| ろくしなめ       | あつあつ、もちもち。〜うな重・アイス・ぜんざい〜                                     | 藤澤俊幸 | 大橋一輝 | 宮嶋仁志、吉田南、井上美香 河島久美子、新井博慧、一ノ瀬結梨                              | 新井博慧 |
| ななしなめ       | ジュー、プシーッ。〜さんまの塩焼き〜                                                 | 若野哲也 | 尋田耕輔 | 菊永千里、菊池政芳、海保仁美 河島久美子、井上美香、中山初絵                              | 伊藤良明 |
| はちしなめ       | ほくほく、はぷっ。〜きりんの弁当〜                                                   | 横山彰利 | 南川達馬 | 一ノ瀬結梨、伊藤良明、井上美香 前田義宏、河島久美子、宮嶋仁志 吉田南                     | 新井博慧 |
| きゅうしなめ     | グツグツ、へは……。〜おでん、てんぷら蕎麦、甘酒〜                                     | 大石美絵 | 宮本幸裕 | 河島久美子、井上美香、一ノ瀬結梨 新井博慧、山崎克之、吉田南 前田義宏、徳倉栄一、横田拓己 | 伊藤良明 |
| じゅっしなめ     | はもはも、みちちっ。〜四種類のピザ〜                                                 | 関野昌宏 | 吉澤翠   | 井上美香、河島久美子、吉田南 櫻井司、中山初絵 伊藤良明、西澤真也                         | 新井博慧 |
| じゅうひとしなめ | ジャキジャキ、ずるるっ。〜インスタントラーメン〜シャクッ、テリツヤ〜。〜カツサンド〜 | 八瀬祐樹 | 大谷肇   | 井上美香、河島久美子、前田義宏 新井博彗、横田拓己、吉田肇 しまだひであき、服部憲知       | 伊藤良明 |
| じゅうにしなめ   | しみしみ、むぎゅっ。〜ブリ大根〜                                                     | 数井浩子 | 大橋一輝 | 伊藤良明、井上美香、河島久美子 山崎克之、櫻井司、宮嶋仁志 前田義宏、西澤真也             | 新井博慧 |

### 放送局
| 放送期間                | 放送時間                     | 放送局         | 対象地域   | 備考             |
| ----------------------- | ---------------------------- | -------------- | ---------- | ---------------- |
| 2015年1月9日 - 3月27日  | 金曜 1:46 - 2:16（木曜深夜） | TBSテレビ      | 関東広域圏 | 製作局           |
|                         | 金曜 2:49 - 3:19（木曜深夜） | 毎日放送       | 近畿広域圏 |                  |
|                         | 金曜 2:55 - 3:25（木曜深夜） | CBCテレビ      | 中京広域圏 |                  |
| 2015年1月11日 - 3月29日 | 日曜 1:00 - 1:30（土曜深夜） | BS-TBS         | 日本全域   |                  |
| 2015年1月26日 - 4月13日 | 月曜 1:00 - 1:30（日曜深夜） | TBSチャンネル1 | 日本全域   | リピート放送あり |

| 配信期間               | 配信時間               | 配信サイト         |
| ---------------------- | ---------------------- | ------------------ |
| 2015年1月13日 - 4月6日 | 火曜 12:00 更新        | ニコニコチャンネル |
|                        |                        | バンダイチャンネル |
|                        | 火曜 23:30 - 水曜 0:00 | ニコニコ生放送     |

### インターネットテレビ
『TVアニメ幸腹グラフィティPRESENTS ムネやけ』のタイトルで、HiBiKi Radio Stationにて配信された。2014年（平成26年）12月26日にプレ配信が開始され、翌年1月9日から4月3日まで毎週金曜日に更新された。パーソナリティは佐藤利奈（町子リョウ 役）、大亀あすか（森野きりん 役）、小松未可子（椎名 役）が務める。番組ナレーションは西明日香が担当する。また、エンディングテーマ発売記念番組として、2015年（平成27年）2月13日より『大亀あすかが「お料理作ってみた！」』全3話をYouTubeで毎週金曜更新で配信。

### BD / DVD
| 巻 | 発売日        | 収録話          | 規格品番  | 規格品番  |
| 巻 | 発売日        | 収録話          | BD        | DVD       |
| -- | ------------- | --------------- | --------- | --------- |
| 1  | 2015年4月24日 | 第1話 - 第2話   | ZMXZ-9941 | ZMBZ-9951 |
| 2  | 2015年5月27日 | 第3話 - 第4話   | ZMXZ-9942 | ZMBZ-9952 |
| 3  | 2015年6月24日 | 第5話 - 第6話   | ZMXZ-9943 | ZMBZ-9953 |
| 4  | 2015年7月24日 | 第7話 - 第8話   | ZMXZ-9944 | ZMBZ-9954 |
| 5  | 2015年8月26日 | 第9話 - 第10話  | ZMXZ-9945 | ZMBZ-9955 |
| 6  | 2015年9月25日 | 第11話 - 第12話 | ZMXZ-9946 | ZMBZ-9956 |

### CD
| 発売日        | タイトル                                                                   | 規格品番                                   |
| ------------- | -------------------------------------------------------------------------- | ------------------------------------------ |
| 2015年1月28日 | 幸せについて私が知っている5つの方法                                        | VTZL-98（初回限定盤） VTCL-35199（通常盤） |
| 2015年2月25日 | 笑顔になる                                                                 | VTCL-35201                                 |
| 2015年3月25日 | Edible melodies 〜TVアニメ「幸腹グラフィティ」オリジナルサウンドトラック〜 | VTCL-60395                                 |

## コラボレーション
過去にアニメ化された『まんがタイムきらら』関連作品同様叡山電鉄とのコラボレーションが本作でも実施され、ラッピング電車の運行、および記念乗車券の販売が行われている。